# Cantón de Plœuc-sur-Lié
El cantón de Plœuc-sur-Lié era una división administrativa francesa, que estaba situada en el departamento de Costas de Armor y la región de Bretaña.

## Composición
El cantón estaba formado por seis comunas:
- La Harmoye
- Lanfains
- Le Bodéo
- L'Hermitage-Lorge
- Plaintel
- Plœuc-sur-Lié

## Supresión del cantón de Plœuc-sur-Lié
En aplicación del Decreto nº 2014-150 de 13 de febrero de 2014, el cantón de Plœuc-sur-Lié fue suprimido el 22 de marzo de 2015 y sus 6 comunas pasaron a formar parte; cuatro del nuevo cantón de Plaintel y dos del nuevo cantón de Plélo.